# Louis de Gramont

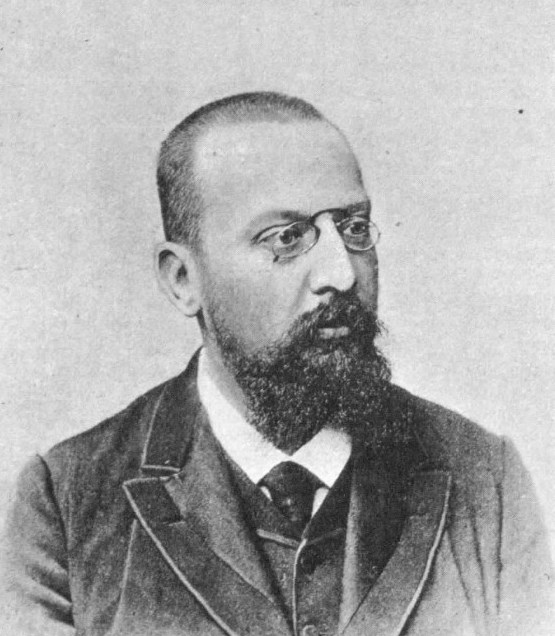
Louis de Gramont

Louis Ferdinand de Gramont (* 6. August 1854 in Sèvres; † 9. Dezember 1912 in Paris) war ein französischer Journalist, Dramatiker und Librettist.
Gramond studierte nach dem Schulbesuch Jura. Er arbeitete dann als Journalist für Zeitschriften wie Radical, L'Éclair, La Presse, Petit bleu, L'Aurore und La Cocarde. Ab 1890 war er Redakteur des L'Intransigeant. Außerdem verfasste er Theater- und Musikkritiken für La Lune rousse und La Petite lune.
Einige seiner Dramen wurden am Odéon und am Théâtre-Libre uraufgeführt. Neben Jules Massenet komponierten Camille Erlanger und Xavier Leroux Opern nach seinen Libretti. Alias Namen: Louis-Ferdinand de Gramont, Louis de Grammont, Louis Ferdinand Auguste de Grammont.

## Werke
- L'orage, Komödie, 1874
- Othello, Drama nach William Shakespeare, UA 1882
- Rolande, Drama, 1888
- Loulou, 1888
- Esclarmonde, Oper (mit Alfred Blau, Musik von Jules Massenet), UA 1889
- Lucienne, Drama, 1890
- La locataire de Mme Biou, 1891
- Simone, Drama, UA 1892
- Évangéline, Oper (mit G. Hartmann und A.Alexandre, Musik von Xavier Leroux), UA 1895
- Vénus et Adonis, Oper (Musik von Xavier Leroux), UA 1897
- Astarté, Oper (Musik von Xavier Leroux), UA 1901
- Aphrodite, Oper (nach Pierre Louÿs, Musik von Camille Erlanger), UA 1906
- William Ratcliff, Oper (nach Heinrich Heine, Musik von Xavier Leroux), UA 1906
- Jules César, Drama nach William Shakespeare, 1906
- Hannele Mattern. Rêve lyrique in 5 Akten (1911; zusammen mit Jean Thorel; nach Hanneles Himmelfahrt von Gerhart Hauptmann). Musik: Camille Erlanger. UA 28. Januar 1950 Straßburg (Opernhaus)